# ستيفن إل. كنت
ستيفن إل. كنت (بالإنجليزية: Steven L. Kent)‏ (28 أغسطس 1960)؛ صحفي وروائي أمريكي. درس في جامعة بريغام يونغ.

## روابط خارجية
- ستيفن إل. كنت على موقع ميوزك برينز (الإنجليزية)